# Linde (Tollense)
Die Linde – in alter Zeit auch Starger genannt – ist ein etwas über 42 km langer rechter Nebenfluss der Tollense in Mecklenburg-Vorpommern. Zwischen Quellen und Mündung besteht ein beachtlicher Höhenunterschied von über 117 Metern.

## Flusslauf
Nach heute gültiger Definition entsteht die Linde im Gemeindegebiet der Stadt Woldegk, und zwar an der Nordseite des Helpter Berges, gut einen Kilometer südsüdöstlich des Dorfes Helpt aus dem Zusammenfluss eines kleinen Weihers und eines Rinnsals aus dem Wald. 
Von Helpt fließt die Linde als immer noch kleines und streckenweise verrohrtes Gewässer nach Westen. Sie durchströmt bei Pasenow dessen Großen See und dann den Kleinen See. Bei Petersdorf unterschreitet sie die 80 m Meereshöhe und ist ab hier fortlaufend oberirdisch erkennbar. In Lindetal beginnt ihr eingeschnittenes Erosionstal, das seine größte Tiefe zwischen Burg Stargard und Neubrandenburg erreicht.
In Neubrandenburg bildet die Linde kurz hinter dem Schwanenteich den äußeren Wallgraben der mittelalterlichen Verteidigungsanlagen, zwischen dem Stargarder Tor und dem Treptower Tor. Noch südlich der Rostocker Straße mündet sie in den Oberbach, den rechten Arm der Tollense. Der Gätenbach, ein Kanal südlich der Neubrandenburger Innenstadt, führt mit 0,55 m³/s heute den überwiegenden Teil des Lindewassers in den Tollensesee, aus dem es dann freilich in die Tollense abfließt, allerdings wohl zum größeren Teil durch deren linken Arm, den Ölmühlenbach.

## Geschichte
In historischer Zeit trieb die Linde viele wichtige Wassermühlen, füllte Teile des mittelalterlichen Wallgrabensystems von Neubrandenburg und flutete in Kriegszeiten die Bruchflächen im Süden und Westen der Stadt. 
In früheren Zeiten wurde auch der Werbender Mühlenbach als ein Zulauf der Linde angesehen. Er wird jedoch heute dem Nonnenbach zugerechnet. Seine Bifurkation bei Blankensee ist schon im Schmettauschen Kartenwerk des 18. Jahrhunderts mit Betonung des Astes zum Wanzkaer See dargestellt, dessen Abfluss der Nonnenbach ist.